# ギャラント (駆逐艦)
|          | |
| 艦歴     | |
| 発注     | |
| 起工     | 1934年9月15日                                                                                                 |
| 進水     | 1935年9月29日                                                                                                 |
| 就役     | 1936年2月25日                                                                                                 |
| その後   | 1943年9月に海没処分                                                                                           |
| 除籍     | |
| 性能諸元 | |
| 排水量   | 基準：1,350トン 満載：1,854トン                                                                               |
| 全長     | 323 ft (98 m)                                                                                                 |
| 全幅     | 33 ft (10 m)                                                                                                  |
| 吃水     | 12.4 ft (3.8 m)                                                                                               |
| 機関     | アドミラリティ式重油専焼水管缶 3基 パーソンズ式オール・ギヤードタービン 2基 34,000shp、2軸推進                |
| 最大速力 | 36ノット (66.7 km/h)                                                                                          |
| 航続距離 | 5,530海里/15ノット                                                                                            |
| 乗員     | 145名 |
| 兵装     | Mark IX 4.7in（120mm） 単装砲 4基 12.7mm 4連装機銃 2基 533mm 4連装魚雷発射管 2基 爆雷 爆雷投射機 爆雷投下軌条 |

ギャラント (HMS Gallant, H59) はイギリス海軍の駆逐艦。G級。

## 艦歴
1934年9月15日起工。1935年9月29日進水。1936年2月25日就役。
最初、「ギャラント」はその同型艦の多くと共にイギリス本国にある第1駆逐群を編成していた。第二次世界大戦開戦はそこで船団護衛などに従事した。
ドイツ軍のノルウェー侵攻（ヴェーザー演習作戦）以降のノルウェー作戦時は「ギャラント」は修理中であったため出撃していない。1940年5月終わりから6月上旬は多くのほかの艦船と共に「ギャラント」もダイナモ作戦に参加した。1940年5月29日、「ギャラント」はドイツ軍機の攻撃で至近弾を受け損傷した。
1940年7月から「ギャラント」はジブラルタルを拠点とするH部隊の第8駆逐艦戦隊の一員となった。そこでは数度、マルタへ航空機を送る空母の護衛に従事した。また、1940年10月20日にはジブラルタル東方で駆逐艦「グリフィン」、「ホットスパー」と共同でイタリア潜水艦「ラフォーレ (Lafolè)」を撃沈した。
スパルティヴェント岬沖海戦の際、「ギャラント」はイギリス海軍の戦艦や巡洋艦を援護した。1941年初め、「ギャラント」はマルタへの船団護衛に従事した。1941年1月10日、「ギャラント」はパンテッレリーア島南西沖で触雷した。航行不能となった「ギャラント」は駆逐艦「モホーク」によってマルタへ曳航された。
そこで損害の大きかった「ギャラント」は座礁させられた。その後「ギャラント」はマルタで空襲を受けて、全損と判定された。1943年9月に「ギャラント」は防波堤として沈められた。